# 賈彝
賈彝（?—?），字彦伦，武威郡姑臧县（治今甘肃省武威市）人，北魏大臣。
六世祖贾敷，是曹魏幽州刺史、广川都亭侯，遂留居幽州。賈彝之父是前秦苻堅属下鉅鹿郡太守，受讒言入獄。賈彝时年十岁，赴长安为父申冤。後在後燕慕容垂属下担任驃騎大将軍，遼西王慕容農記室参軍。北魏拓跋珪听说他的声名，派遣使者到後燕求见賈彝。慕容垂更加尊重賈彝，加秩禄，任命他为驃騎長史、昌黎郡太守。395年，後燕慕容宝在参合陂之战大敗於拓跋珪，賈彝和从兄代郡太守賈潤被俘。
396年，拓跋珪即位为皇帝，任命賈彝为尚書左丞，参与北魏国政，加給事中。在鄴设置行台，賈彝和尚書和跋留守鄴城。之后，召還平城。408年，去温泉养病时被叛胡执送后秦，献给姚興。抑留数年後，逃亡回到北魏。又被赫连勃勃所擒，任命他为秘书监。六十一岁时去世。魏太武帝平定赫連昌，其子賈秀迎其尸柩，葬在代郡之南。

## 延伸阅读
[在维基数据编辑]
 《魏書·卷33》，出自魏收《魏书》
 《北史/卷027》，出自李延壽《北史》